# Far Beyond Driven
Far Beyond Driven ist das siebte Album der US-amerikanischen Metal-Band Pantera. Es wurde am 22. März 1994 via EastWest Records veröffentlicht. Insgesamt verkaufte sich das Album in den USA über eine Million Mal und wurde mit Platin ausgezeichnet. 

## Stil
Das Songmaterial auf Far Beyond Driven fällt noch härter und „brachialer“ als auf den zwei Vorgängeralben aus, die Songstrukturen sind zum Teil komplexer. Das Album enthält lediglich mit Planet Caravan eine im Gegensatz zum Rest des Albums äußerst ruhige Black-Sabbath-Coverversion, die auch als Single ausgekoppelt wurde.

## Entstehung
Produziert wurde das Album von Terry Date im Dallas Sound Lab, Irving, Texas. Die Band erhielt dazu völlig freie Hand von der Plattenfirma.

„Die Plattenfirma hat nur gesagt: Hier ist euer Scheck – nun nehmt mal schön auf, und wir lassen uns dann überraschen. Das ist die ideale Ausgangslage – kein Mensch da, der dir in irgendeiner Form reinredet.“

Die Band gab an, man habe auch deshalb ein so hartes Album aufgenommen, weil man dem „Massengeschmack“ nicht entsprechen wolle. Auch sei man unvorbereitet ins Studio gegangen und habe die Songs erst dort erarbeitet. Schlagzeuger Vinnie Paul war als Co-Produzent tätig. 
Nach der Veröffentlichung erreichte das Album in den USA Platz eins in den Billboard-Charts. Die Single Planet Caravan erreichte Platz 26 in Großbritannien und Platz 21 in den US-amerikanischen Mainstream-Rock-Charts. Die zweite, ungleich härtere Single I’m Broken erreichte Platz 19 der britischen Singlecharts.

## Rezeption
Im deutschen Rock-Hard-Magazin nannte Götz Kühnemund Far Beyond Driven Panteras nicht nur „technisch anspruchsvollstes, sondern auch mit Abstand mutigstes Album“, das manche Hörer „vor den Kopf stoßen“ würde. Er bezeichnete die Platte als die härteste Scheibe seit Slayers Reign in Blood und gab ihr neun von zehn Punkten. Eduardo Rivadavia von Allmusic vergab drei von fünf Sternen. Außer der „wohl gewählten“ Single I’m Broken fehle es dem Rest der Songs an der „eisenfäustigen Disziplin und der kontrollierten Power“ der vorherigen Alben. Die Platte habe dem Hype um sie nicht entsprochen, aber ihr Gewicht in Platin bei der Bank aufgewogen.

## Titelliste
1. Strength Beyond Strength – 3:39
2. Becoming – 3:05
3. 5 Minutes Alone – 5:50
4. I’m Broken – 4:25
5. Good Friends and a Bottle of Pills – 2:54
6. Hard Lines, Sunken Cheeks – 7:01
7. Slaughtered – 3:57
8. 25 Years – 6:05
9. Shedding Skin – 5:37
10. Use My Third Arm – 4:52
11. Throes of Rejection – 5:01
12. Planet Caravan – 4:04

## Artwork
Die erste Auflage des Albums erschien mit einem Cover, das einen Bohrer in einem menschlichen Anus zeigt. Diese wurde schnell zurückgezogen und durch ein Bild eines in einen Schädel getriebenen Bohrers ersetzt.
Das ursprüngliche Cover wurde dennoch vorerst auf einer limitierten Vinyl-Edition des Albums released. Die späteren Represses des Vinyls (2010 US und 2014 Europe) zieren ebenfalls das ursprüngliche Cover.